# Hicks Ridge
Hicks Ridge ist ein schroffer Gebirgskamm im ostantarktischen Viktorialand. In der Explorers Range der Bowers Mountains ragt er zwischen Mount Soza und dem Morley-Gletscher auf. 
Der United States Geological Survey kartierte ihn anhand eigener Vermessungen und Luftaufnahmen der United States Navy aus den Jahren von 1960 bis 1962. Das Advisory Committee on Antarctic Names benannte ihn 1970 nach Thomas Hicks, Koch auf der McMurdo-Station im antarktischen Winter des Jahres 1967.